# Knockando Woolmill

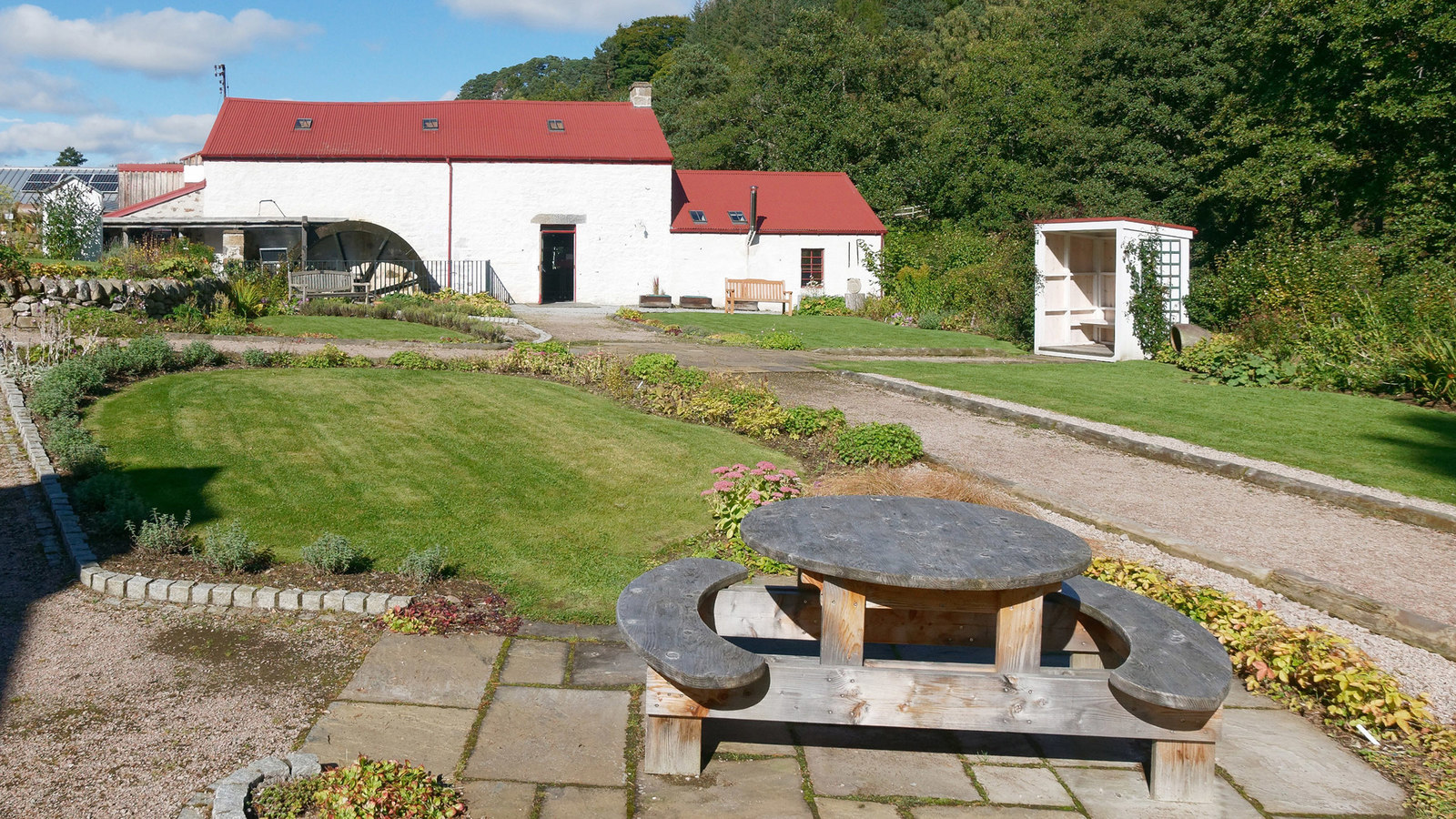
Knockando Woolmill

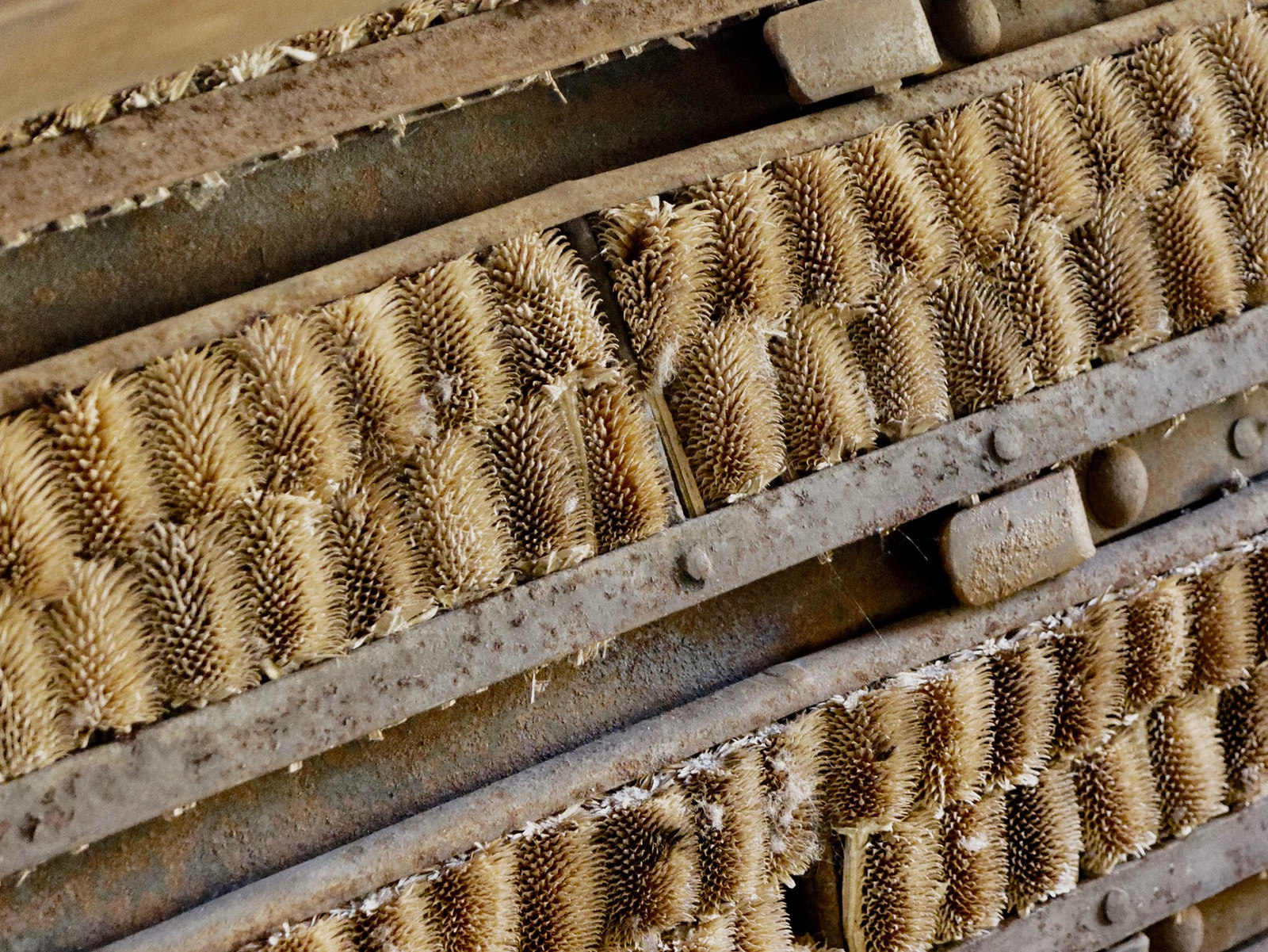
Detail einer installierten Kardiermaschine

Die Knockando Woolmill ist eine Wassermühle in der schottischen Ortschaft Knockando in der Council Area Moray. 1995 wurde das Bauwerk in die schottischen Denkmallisten in der höchsten Denkmalkategorie A aufgenommen. Des Weiteren bildet es mit den zugehörigen Wirtschafts- und Wohngebäuden ein Denkmalensemble der Kategorie A.

## Geschichte
Bereits zu Beginn des 18. Jahrhunderts wurde um Knockando Wolle produziert. Die Knockando Woolmill wurde im Jahre 1784 von einer Familie Grant gegründet. Im Jahre 1851 wurde der Betrieb als Walkmühle beschrieben. Zusätzlich ist ein von Simon Fraser betriebener Kardierbetrieb verzeichnet. Um diese Zeit wurde ein zweistöckiger Anbau hinzugefügt, in welchem Maschinerien zum Kardieren und Spinnen von Wolle unter einem Dach vertikal vereint wurden.
In den 1860er Jahren wurde die Knockando Woolmill von Alexander Smith übernommen, der das Unternehmen als A Smith and Son führte. 1870 wurde eine Spinning Mule installiert und zwanzig Jahre später die innere Abtrennung zwischen ursprünglichem Gebäude und Anbau entfernt, um Raum für eine neue Kardiermaschine zur Bearbeitung von Decken zu schaffen. Des Weiteren wurde eine neue Spinning Mule mit 120 Spindeln installiert. Wirtschaftlich befand sich der Betrieb gegen Ende des 19. Jahrhunderts in seiner Hochzeit, was sich neben der Modernisierung der Anlagen auch durch die Ergänzung eines Ladens sowie die Erneuerung und Ergänzung von Gebäuden ausdrückte.
Im frühen 20. Jahrhundert endete die wirtschaftliche Hochzeit der Textilmühle, die zu dieser Zeit im Wesentlichen Tweed, Decken und Strickwolle produzierte. Einen kurzen Aufschwung brachte der Erste Weltkrieg als das Unternehmen einen Vertrag zur Versorgung der Streitkräfte mit Wolldecken mit dem Verteidigungsministerium besaß. Mit der Elektrifizierung der Anlage im Jahre 1948 wurden Mühlkanal und Wasserrad obsolet. Im folgenden Jahrzehnt vergrößerten sich die meisten Betriebe der lokalen Textilindustrie entweder oder wurden aus dem Markt gedrängt. Die Knockando Woolmill wurde jedoch unverändert noch bis in die 1970er Jahre durch den alternden Duncan Stewart, einen Neffen der Familie Smith, betrieben und dann aufgelassen. Die Knockando Mill Company erwarb den Betrieb 1986. Dieser wurde zwischenzeitlich restauriert und wird heute durch den Knockando Woolmill Trust betrieben. Der Betrieb kann besichtigt werden. Die Knockando Woolmill zählt heute zu den kleinsten erhaltenen vertikalen Textilmühlen Schottlands. Ihre historischen Maschinerien sind weitgehend erhalten und teilweise in Betrieb. Zu den Produkten zählen Tweed-Erzeugnisse.
Als finanzielle Unterstützung zur Restaurierung warb der Knockando Woolmill Trust 1,3 Mio. £ aus dem Topf des Heritage Lottery Funds ein. Zuvor wurde das Vorhaben bereits als schottischer Finalist in der BBC-Serie Restoration vorgestellt, ohne jedoch zu gewinnen.
Die offizielle Wiedereröffnung noch vor Fertigstellung der letzten Arbeiten vollzog der britische Thronfolger Prinz Charles. Als Anerkennung des herausragenden Beitrags zum Erhalt des kulturellen Erbes erhielt die Mühle als eines von vier britischen Projekten im Jahre 2016 den Europa-Nostra-Preis. 2017 stellte Highlands and Islands Enterprise bis zu 100.000 £ zur Erweiterung des Betriebs zur Verfügung. Des Weiteren wurde durch Historic Environment Scotland ein Darlehen bereitgestellt.

## Beschreibung
Die Knockando Woolmill liegt an dem Bach Knockando Burn am Südostrand der kleinen Streusiedlung Knockando. Mit dem Anbau aus dem 19. Jahrhundert weist die Mühle einen L-förmigen Grundriss auf. Ihr Mauerwerk besteht aus Lesestein; das Satteldach ist mit Wellblech gedeckt. Ein Mühlkanal zweigt Wasser aus dem Knockando Burn ab und leitet es zu einer teilweise unterirdisch verlegten, tönernen Rohrleitung, welche das oberschlächtige Wasserrad mit Wasser versorgt.